# Margaret Meen
Margaret Meen (Bungay o Harleston, 1751-Bath, 1834) fue una acuarelista inglesa. Conocida por sus ilustraciones botánicas (a menudo pintadas sobre vitela), Margaret Meen enseñó este arte a la reina Carlota y sus hijas; así como a las cuatro hijas (y varias nietas) del político inglés Joshua Smith.

## Trayectoria

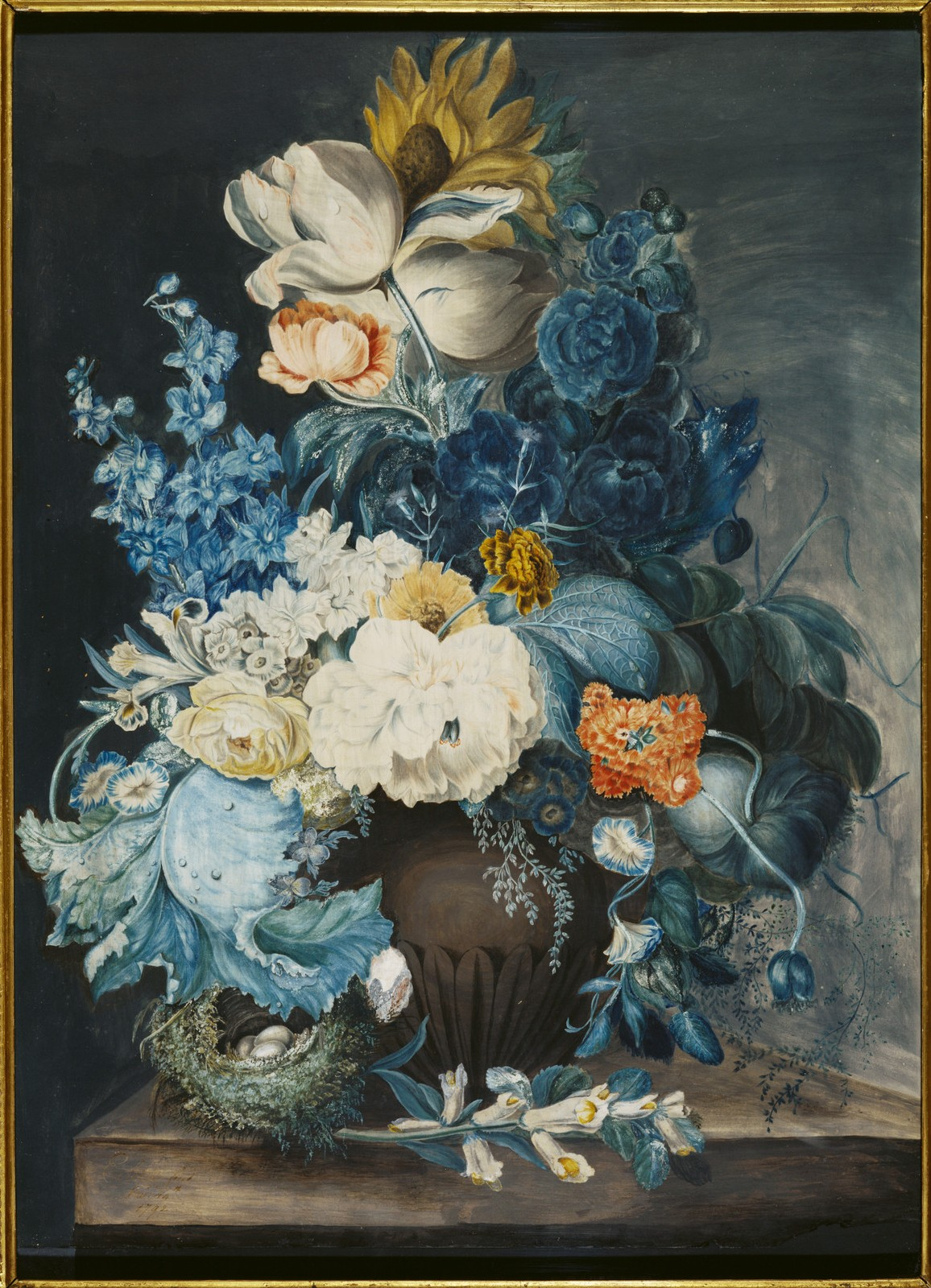
Un grupo de flores en un frasco y un nido de pájaro, copia del cuadro de Margaret Meen, copiada por la princesa Isabel

Hija de Henry y Sarah Meen, Margaret nació en Bungay, Suffolk o más probablemente en Harleston, Norfolk, donde fue bautizada en diciembre de 1751. Se mudó a Londres para enseñar a dibujar flores e insectos. Mostró su trabajo como botánica en la Real Academia de Arte y la Royal Watercolour Society, y publicó Plantas exóticas de los jardines reales de Kew en 1790, que dedicó a la reina Carlota. Una gran colección de trabajos forma ahora parte del Real jardín botánico de Kew, con más botánicos de Margaret Meen en las colecciones de The Vyne (Fundación Nacional para Lugares de Interés Histórico o Belleza Natural) y la Real Sociedad de Horticultura de Londres.
Su cuadro Un grupo de flores en un frasco y un nido de pájaro, que pintó en 1806 para la princesa Isabel, se incluyó en el libro de 1905 Women Painters of the World.
Margaret Meen siguió enseñando en escuelas y en hogares de alumnos privados, durante la década de 1820. Murió en Bath y su entierro se registró en la parroquia de Walcot, Somerset, el 9 de enero de 1834. Su testamento legalizado (28 de enero de 1834) aparece listado como "Testamento de Margaret Meen, solterona de Loughton, Essex" en los The National Archives.